# 高橋洋樹
高橋 洋樹（たかはし ひろき、1965年11月6日-）は、日本のアニメソング歌手。

## 概要
- 代表曲は、アニメ『ドラゴンボール』の主題歌『魔訶不思議アドベンチャー!』[1][2][3][4][5][6]。その他、挿入歌も歌っている。
- 1988年から1990年に活動したロックバンド・COME ON BABYのヴォーカルでもある。
- 1994年頃より音楽活動を離れていたが、2004年以降活動を再開。現在は、建築測量技師の仕事と音楽活動を両立し、ライブ活動を中心に精力的に活動している[7][8][9][10]。
- 2015年、JAM Projectの福山芳樹も所属する、株式会社ライフタイム / MOJOSTに移籍。

## 略歴
- 2005年7月 - 『魔訶不思議アドベンチャー!』のセルフカバーバージョンをリリース。
- 2005年11月 - 特撮ヒーロー番組（超星神シリーズ第3弾）『超星艦隊セイザーX』の同名主題歌CDを発売。
- 2007年6月17日 - 橋本潮ソロライブ『ロマンティックをあげるよ～龍球Night!!』にゲスト出演。
- 2007年11月 - TBS系『ヤレデキ!世界大挑戦』に出演し、スタジオライブで『魔訶不思議アドベンチャー!』を歌唱。ライブ後のトークで、現在は建築関連の仕事に就いていることを明かした。出演者の中川翔子は、テレビ出演機会の少ない高橋の登場に感激し「神様でございます〜!!」と叫んで床にひれ伏した。
- 2007年12月15日 - 渋谷O-EASTで催されたライブイベント『ANIME JAPAN FES 2007“冬の陣” SUPER ANISON SPIRITS X’mas』（AJF冬の陣）に出演。
- 2008年5月6日 - 『BSアニメ主題歌大全集2008』（NHK BS2）に出演。（同年4月24日収録）
- 2008年6月4日 - 『魔訶不思議アドベンチャー!（21st century ver.）』等を収録した8曲入りミニアルバム『イナズマchallenger』発売（橋本潮との二人名義）[11]。橋本とデュエットする新曲も2曲収録。表題曲のサウンドプロデュースは、オリジナルヴァージョンのサウンドプロデューサーでもあるアニメ音楽の大家・田中公平が担当した。
- 2009年8月26日 - Wii用ゲームソフト『ドラゴンボール 天下一大冒険』主題歌を収録したシングル『Power Of Dreamer』発売。
- 2012年 - 今治市のゆるキャラ「バリィさん」のテーマ曲「しあわせのトリ バリィさん」作詞・作曲を担当。
- 2014年9月3日 - サンリオのキャラクターのKIRIMIちゃんのCD作品『KIRIMIちゃん.のうた』収録曲の「きりみの歌〜おいしく食べてね〜」作曲を担当。
- 2017年～ - 世界各国で行われるコンサート『ドラゴンボール シンフォニックアドベンチャー』に毎年参加。
- 2019年4月22日 - BS11『Anison Days』に出演[12][13]。
- 2021年7月28日 - アニメ『ドラゴンボール』放送開始から35周年を記念して『魔訶不思議アドベンチャー!』収録のアナログ盤が復刻発売[14][15]。
- 2022年 - 大和市文化芸術賞を受賞[16]。
- 2022年2月 - オンラインイベント「DRAGON BALL Games Battle Hour 2022」に影山ヒロノブ、浅岡雄也らと共に出演[17][18]。
- 2023年7月31日 - TBS系『ラヴィット!』に生出演。牧野真莉愛のリクエストにより『魔訶不思議アドベンチャー!』を歌唱した[19][20]。

## ディスコグラフィー
- 魔訶不思議アドベンチャー!（『ドラゴンボール』オープニング主題歌） - 1986年
  - 『ドラゴンボールZ』のアルバムに収録された「ニュー・リミックス・ロング・ヴァージョン」、『pop'n music 13 カーニバル』で使用された新録音バージョン、アルバム『イナズマchallenger』収録の「21st century ver.」など、多数の別バージョンがリリースされている。
- ドラゴンボール伝説（『ドラゴンボール』挿入歌） - 1986年 ※『イナズマchallenger』に新録音版(21st century ver.)を収録
- めざせ天下一（『ドラゴンボール』挿入歌） - 1986年 ※同上
- 青き旅人たち（『ドラゴンボール』挿入歌） - 1986年 ※同上
- 超星艦隊セイザーX（『超星艦隊セイザーX』オープニング主題歌） - 2005年
- ジャンプだ! 僕らのセイザーX!!（『超星艦隊セイザーX』エンディング主題歌） - 2005年
- イナズマchallenger（橋本潮とのデュエット曲。『イナズマchallenger』収録） - 2008年
- 碧い星に生まれて（橋本潮とのデュエット曲。『イナズマchallenger』収録） - 2008年
- Power Of Dreamer（Wii用ゲームソフト『ドラゴンボール 天下一大冒険』主題歌） - 2009年
- 七転び八起きダルマゲドン（パチンコ『CRダルマゲドン』テーマソング） - 2012年
- ZUBATTO☆ショット 首ったけ!!!（アニメ『空色ユーティリティ』第7話 挿入歌） - 2025年

## エピソード
- 1991年に日本武道館で行われた『HOT WAVE FESTIVAL IN BUDOKAN』（いんぐりもんぐり等が参加）で「魔訶不思議アドベンチャー!」を熱唱した。
- 2006年3月、高橋はまだ幼かった娘を亡くしているが、主題歌を歌った『超星艦隊セイザーX』の最終回「友情は時空を越えて…」（2006年6月24日放送）のエンディングには、番組スタッフからの哀悼の意をこめ“For 高橋永遠子ちゃん”と、名前がクレジットされた。
- 2020年1月、上述のドラゴンボールシンフォニックアドベンチャーのマドリッドコンサート中、ステージから転落[21][22][23][24]。負傷はしたが、命に別状はなかった。大事を取って翌月のライブは休養している[25]。